# Stitchers
Stitchers – amerykański serial telewizyjny (dramat), którego pomysłodawcą jest Jeffrey A. Schechter. Premierowy odcinek został wyemitowany 2 czerwca 2015 roku przez ABC Family.
16 września 2017 roku, stacja Freeform ogłosiła zakończenie produkcji serialu po trzech sezonach

## Fabuła
Serial skupia się na Kirsten Clark, która zostaje zwerbowana przez tajne służby rządowe w rozwiązywaniu spraw kryminalnych. Dziewczyna ma ciekawą przypadłość, tzw. „dysplazję czasową”, z powodu której nie odczuwa upływu czasu. Program Stitchers polega na umieszczaniu jej świadomości we wspomnieniach zmarłej osoby. 

## Obsada

### Główna
- Emma Ishta jako Kirsten Clark[3]
- Kyle Harris jako Cameron[3]
- Salli Richardson-Whitfield jako Maggie[4]
- Ritesh Rajan jako Linus[4]
- Allison Scagliotti jako Camille Engelson[4]
- Ross Kurt Le jako Alex
- Félix Gómez jako Jerome Smallwood[5]
- Tiffany Hines jako Marta Rodriguez
- Damon Dayoub jako Quincy Fisher, detektyw[6]

### Drugoplanowe role
- Sola Bamis jako Ayo
- Ritesh Rajan jako Linus
- Hugo Armstrong jako Ed Clark
- Cameron Britton jako Tim
- Chelsea Vincent jako Life-Sci
- John Billingsley jako Mitchell Blair, szef NSA (sezon 2)[7]
- Cassidy Freeman jako Ellie, hakerka (sezon 2)[7]

## Odcinki
| Sezon | Sezon | Odcinki | Oryginalna emisja | Oryginalna emisja    | Oryginalna emisja | Oryginalna emisja | Oryginalna emisja |
| Sezon | Sezon | Odcinki | Premiera sezonu   | Finał sezonu         | Premiera sezonu   | Finał sezonu      |                   |
| ----- | ----- | ------- | ----------------- | -------------------- | ----------------- | ----------------- | ----------------- |
|       | 1     | 11      | 2 czerwca 2015    | 20 października 2015 | nieemitowany      | nieemitowany      |                   |
|       | 2     | 10      | 22 marca 2016     | 24 maja 2016         | nieemitowany      | nieemitowany      |                   |
|       | 3     | 10      | 5 czerwca 2017    | 14 sierpnia 2017     | nieemitowany      | nieemitowany      |                   |

## Produkcja
19 kwietnia 2014 roku, stacja ABC Family zamówiła pilotowy odcinek serialu. 1 października 2014 roku, ABC Family podjęła decyzje o zamówienie 1 sezonu serialu 15 lipca 2015 roku, zamówiono 2 serię 6 października 2016 roku, stacja Freeform zamówiła 3 serię